# Глен Лім Джун Вей
Глен Лім Джун Вей (28 березня 2002) — сінгапурський плавець.
Призер Ігор Південно-Східної Азії 2021 року.